# Rorschach (personaje)
Rorschach (nacido como Walter Joseph Kovacs) es un antihéroe ficticio coprotagonista de la aclamada serie de Alan Moore y Dave Gibbons, Watchmen, publicada por DC Comics entre 1986 y 1987. Rorschach fue creado por el guionista de Watchmen, el escritor Alan Moore, junto con el dibujante Dave Gibbons. Como muchos otros personajes en las series de Watchmen, Rorschach está basado en personajes de Charlton Comics, debido a que DC Comics había recientemente adquirido los derechos y planeaba usarlos. Como Moore y Gibbons planeaban hacer algo completamente distinto a lo original, estos personajes solo nos recuerdan en última instancia a sus predecesores: en este caso a La Pregunta y Mr. A, creados por Steve Ditko. Moore aclaró que el nombre real del personaje, Walter Kovacs, se inspiró en la tendencia de Ditko de darle a sus personajes nombres que empiecen con la letra K. En una entrevista para la BBC's Comics Britannia, Moore dijo que Rorschach fue creado «como una forma de explorar cómo el héroe tipo Batman, motivado por la venganza, sería en el mundo real». Concluyó que la respuesta corta sería «un chiflado». Rorschach fue nombrado el decimosexto mejor personaje de cómics por la Empire Magazine y el sexto mejor por la Wizard Magazine.
Aunque la serie tiene un reparto coral, algunos consideran que Rorschach es el personaje principal porque es el que lleva la mayor parte de la trama hacia delante.
Usa una máscara inspirada en las manchas de tinta del test de Rorschach, que el personaje considera su verdadera cara, este antihéroe continúa su batalla solitaria contra el crimen mucho después de que los vigilantes se conviertan tanto en personajes detestables como ilegales, siendo el único que se mantiene en activo sin ser empleado del gobierno. Los pensamientos de Rorschach y sus acciones muestran que es un ser que cree fuertemente en el absolutismo moral, donde el blanco y el negro están claramente definidos y no existe el gris, donde el bien y el mal se diferencian con claridad y el mal debe ser castigado violentamente. Se aliena de la sociedad con el objetivo de realizar estos fines. El mismo Adrian Veidt, otro personaje de Watchmen, describe a Rorschach como «un hombre muy íntegro, pero me da la impresión de que ve el mundo en blanco y negro, en términos maniqueos. Personalmente, creo que es una limitación intelectual importante». Políticamente, es anticomunista, antiliberal y fuertemente nacionalista. Es descrito por Moore como un personaje de extrema derecha política.
La recepción del personaje fue positiva y se ha hecho referencia a él en varias ocasiones en otras historias de cómic y ha aparecido en otros medios de comunicación. Jackie Earle Haley interpretó a Rorschach en la adaptación cinematográfica de 2009 dirigida por Zack Snyder y también le puso voz en el videojuego. Rorschach apareció más tarde en la precuela Before Watchmen, teniendo su propia miniserie.

## Historia de la publicación
Como con el resto de los personajes principales de Watchmen, Alan Moore se basó en personajes de Charlton Comics para crear a Rorschach, usándolos como «punto de partida». El personaje de Rorschach estaba basado específicamente en La Pregunta y Mr. A, dos personajes de cómic creados por Steve Ditko.
Ditko, que se inspiró en las obras de la filosofía personal del objetivismo de Ayn Rand, creó a La Pregunta y a Mr. A como seguidores de esa ideología. En cuanto a la filosofía de Rand, Moore dijo que él personalmente la encuentra «ridícula». A pesar de esto, Moore tuvo un respeto saludable por Ditko a pesar de tener diferentes puntos de vista políticos. Moore recordó que la agenda muy de derechas de Ditko era bastante interesante para él en ese momento, y que eso «probablemente me llevó a retratar a Rorschach como un personaje de extrema derecha».
Al intentar crear a Rorschach, Moore dijo que estaba tratando de «acercarme a esos prototípicos personajes de Steve Ditko: alguien que tiene un nombre divertido, cuyo apellido empieza por una ka y que tiene un extraño diseño de máscara». Sobre como decidió el nombre de Rorschach, Moore recordó:

Me di cuenta, cuando era adolescente, de que Ditko tenía alguna fijación por la letra K, probablemente porque aparece en su propio nombre. Es un tipo de «Kafka» y «Ditko», y parecía que había un montón de personajes de Ditko con prominentes kas [...] Ted Kord [...] Ditko parecía tenerle cariño a ese tipo de sonido, así que de alguna manera, esa observación me influyó en darle a Rorschach el nombre de Walter Kovacs.

La Pregunta fue usado como el prototipo para la creación de Rorschach, mientras que Mr. A, siendo un personaje más de la derecha radical que La Pregunta, sirvió como inspiración para los puntos de vista de derechas de Rorschach y también para su moralidad de blancos y negros. Moore llegó a ver a Rorschach como una extensión lógica de Mr. A y La Pregunta. Por otro lado, al preguntarle si había visto Watchmen, el propio Ditko describió a Rorschach como «es como Mister A, a excepción de que Rorschach está loco».
Moore expresó que Rorschach fue creado como una vía para explorar como sería un personaje tipo Batman —un vigilante impulsado por la venganza— en la vida real. Su conclusión fue que la respuesta corta sería «un chiflado». Moore también declaró que el tono del diario de Rorschach fue inspirado por las cartas del hijo de Sam que David Berkowitz envió a los periódicos, y que sus patrones de voz se basan en Herbie the Fat Fury.
Mientras que a Moore se le ocurrió el nombre y la personalidad de Rorschach, Dave Gibbons fue el encargado de crear la apariencia del personaje. En los diseños originales de Gibbons, Rorschach llevaba ropa blanca con manchas de tinta no solo en la cabeza sino en todo su cuerpo. También llevaba una gran gabardina azul, guantes rojos, un sombrero rojo y azul y artículos que parecían pantalones de montar o polainas sobre sus botas. Durante el diseño de los personajes de la serie, Gibbons dijo que Rorschach era su favorito de dibujar por sus características relativamente simples. Lo describió así:

Si tuviera un personaje favorito al que dibujar, [...] el que dibujaría sería Rorschach. Básicamente solo tienes que dibujar un sombrero. Si puedes dibujar un sombrero, entonces has dibujado a Rorschach, solo tienes que dibujar una especie de forma para su cara y ponerle algunas manchas negras y has terminado. Así que él es el favorito de dibujar en esas circunstancias.

Moore dijo que no tenía prevista la muerte de Rorschach hasta la cuarta publicación cuando se dio cuenta de que su negativa a comprometerse tendría como resultado su muerte en la historia. Afirmó que en un principio sabía mucho sobre las particularidades superficiales del personaje, pero que no se dio cuenta de lo que había dentro de él hasta que «empezó a cavar». Moore añadió que Rorschach tenía unas tendencias suicidas «extragrandes» debido a su vida con problemas psicológicos, y quería morir activamente, pero a su propia manera digna y honorable, no importando lo «retorcida» que esta pueda ser. En respuesta a por qué escogió que Rorschach se quitase la máscara para afrontar su muerte al final, Moore dijo que él creía que «era lo correcto». Él consideraba que «no es la máscara la que habla, no es Rorschach, es el ser humano real (Walter Kovacs) el que está en algún lugar ahí abajo».

## Biografía del personaje ficticio

### Eventos pasados deWatchmen
Walter Joseph Kovacs nació el 21 de marzo de 1940, hijo de Sylvia Joanna Kovacs, una prostituta, y de un padre desconocido al que Kovacs se refiere como «Charlie». Su madre frecuentemente lo maltrataba y era condescendiente con él. En julio de 1951, a la edad de 11 años, Kovacs se vio envuelto en una pelea violenta con dos abusones mayores que él a los que acabó agrediendo y dejando a uno de ellos parcialmente ciego, como consecuencia de esto sus condiciones de vida fueron revisadas. Se le quitó la custodia a su madre y fue llevado al Correccional de Menores Lillian Charlton en Nueva Jersey, donde rápidamente pareció mejorar, sobresaliendo tanto en tareas escolares como en gimnasia y boxeo aficionado. En 1956, tras dejar el correccional cuando tenía 16 años, Kovacs consiguió un trabajo como confeccionista en una tienda de ropa, lo que encontraba «soportable, pero desagradable», en parte porque tenía que tratar con ropa de mujeres; fue allí donde adquirió cierta tela de vestido que posteriormente convertiría en la máscara que lleva como Rorschach. En 1962, Kovacs se quedó con el material de un vestido de un pedido especial que rechazó una mujer joven de nombre italiano. Aunque Kovacs aprendió cómo cortar el material con éxito, pronto se aburrió de él, ya que no le servía para un propósito real en ese momento.
Dos años después, cuando compró un periódico en su camino hacia el trabajo en marzo de 1964, Kovacs leyó sobre la violación y el asesinato de Kitty Genovese, quien creyó que era la mujer italiana que rechazó el vestido. Avergonzado por lo que había leído acerca de la falta de respuesta de sus vecinos, Kovacs se desilusionó con la apatía subyacente que vio como inherente a la mayoría de la gente. Inspirado por el destino de Genovese, Kovacs volvió a casa, hizo «una cara que pudiera soportar ver en el espejo» a partir de la tela del vestido, y comenzó la lucha contra el crimen como el vigilante Rorschach. Inicialmente, Kovacs dejaba a los criminales vivos, pero ensangrentados, para que la policía los arreste, dejando una carta de presentación con la forma del test de Rorschach en cada escena del crimen. A mediados de los años 1960, se asoció con Búho Nocturno II, una asociación que resultó ser un gran éxito contra el crimen organizado.
En 1975, una investigación sobre el secuestro de una niña llamada Blair Roche condujo a la transformación del «suave» Kovacs en el inflexible y despiadado Rorschach. Rastreó el secuestro hasta dar con un hombre llamado Gerald Grice. En la sastrería de Grice, Kovacs encontró pruebas de que Grice había matado a la niña y se la había dado de comer a sus perros. Rorschach mató a los perros con el cuchillo de carnicero de Grice y esperó a su llegada. Cuando Grice regresó, Rorschach arrojó los cadáveres de los perros a través de su ventana, lo esposó a una estufa y vertió queroseno a su alrededor. Rorschach le dejó una sierra para metales a Grice y le dio a entender que su única posibilidad de escapar era cortándose la mano. A continuación, Rorschach prendió fuego a la sastrería, salió de ella y se quedó observándola durante una hora. Nadie salió. Años después, durante una evaluación psicológica, el vigilante declaró que Kovacs entró en la sastrería, pero que fue Rorschach el que salió. 
Cuando la Ley Keene fue aprobada en 1977 para prohibir a los vigilantes, Rorschach respondió matando a un violador múltiple buscado y dejando su cuerpo frente a una comisaría de policía junto a una nota que llevaba una sola palabra: «¡NUNCA!».

### Eventos presentes deWatchmen
En 1985, durante los eventos de Watchmen, Rorschach es el único vigilante que se mantiene en activo después de la adopción de la Ley Keene que ilegalizó a los vigilantes enmascarados (a excepción del Comediante y el Doctor Manhattan que sirven como empleados al gobierno de los EE. UU.). Rorschach investiga el asesinato de un hombre llamado Edward Blake, descubriendo que él es el Comediante. Rorschach cree que alguien está persiguiendo a los héroes disfrazados, una hipótesis que fortalece cuando el Doctor Manhattan es forzado a exiliarse y cuando Adrian Veidt, el exvigilante conocido como Ozymandias, es blanco de un intento de asesinato. Rorschach interroga a Moloch, un exvillano que inesperadamente asiste al funeral de Blake, que le cuenta lo poco que sabe. Más tarde, después de leer una nota escrita por Moloch diciéndole que venga para obtener más información, Rorschach le visita de nuevo, solo para encontrárselo muerto por un disparo en la cabeza. La policía, alertada anónimamente por teléfono, rodea la casa. Rorschach se regaña a sí mismo por haber caído en una trampa tan obvia y es arrestado tras una pelea contra la policía, en la cual Rorschach intenta escapar saltando a través de la ventana, pero es atrapado y desenmascarado. Tras quitarle la máscara se revela que Rorschach es un hombre pelirrojo, además de ser el primer personaje en aparecer en el cómic ya que fue mostrado varias veces en los primeros capítulos llevando un letrero en el que se podía leer «EL FIN ESTÁ CERCA».
Rorschach es enviado a una prisión donde muchos de los reclusos son criminales que él mismo metió allí, incluyendo a Gran Figura, un jefe del crimen con enanismo que se quiere vengar de Rorschach. Durante su encarcelación, Rorschach es interrogado por el psicólogo de la prisión, el Dr. Malcolm Long. Long cree que puede ayudarle a rehabilitarse; sin embargo, la explicación de Rorschach de su vida y sus justificaciones para su inflexible visión del mundo llevan a Long a cuestionarse su propio punto de vista.
Un día durante la comida, uno de los reclusos intenta atacar a Rorschach con un pincho, tras lo cual Rorschach le lanza a la cara el aceite hirviendo que había en una freidora en defensa propia. Mientras los guardias le arrastran lejos de allí, Rorschach se dirige a los demás reclusos y les dice: «Ninguno de vosotros lo entiende. Yo no estoy encerrado aquí con vosotros. Vosotros estáis encerrados aquí conmigo». Después de que el recluso muriese por las quemaduras, en la prisión comienza un motín. Gran figura y dos de sus socios intentan matar a Rorschach, pero él es más inteligente y en última instancia logra que todos mueran. Rorschach ata las manos de uno de los socios a su celda por lo que es asesinado por el otro para poder abrirla. El otro socio es electrocutado tras romper Rorschach el váter y hacer contacto el agua del váter con el cable pelado de la soldadora que estaba usando para abrir la puerta de la celda. Tras ello Gran Figura huye. Dos excompañeros de Rorschach, Búho Nocturno II y Espectro de Seda II, comienzan a tomarse en serio su hipótesis del asesino de enmascarados y van a ayudarle a escapar de la cárcel durante el motín para poder seguir con la investigación. Justo después de llegar Búho Nocturno II y Espectro de Seda II a su rescate, Rorschach encuentra a Gran Figura escondido en el servicio de caballeros y lo asesina, tras esto escapan de la cárcel.
Después del motín en la prisión, el Dr. Manhattan vuelve de su autoexilio para transportar a Espectro de Seda II hasta Marte. Después de adquirir un traje de repuesto de su apartamento, Rorschach, junto con Búho Nocturno II, entran a los bares del bajo mundo para averiguar quién ordenó el intento de asesinato contra Veidt. Acaban obteniendo un nombre, una compañía llamada Transportes Pyramid, y luego irrumpen en la oficina de Veidt. Búho Nocturno II deduce correctamente la contraseña de Veidt y descubre que él dirige Transportes Pyramid. Rorschach, que ha estado escribiendo un diario durante el transcurso de la novela, se da cuenta de que ellos no serán rival para Veidt. Escribe su última entrada en el diario, manifestando en ella su certeza de que Veidt es el responsable de lo que pueda pasar después y lo mete en un buzón de correos.
Búho Nocturno II y Rorschach vuelan hasta la Antártida. Allí comprenden la verdadera naturaleza de la conspiración y las motivaciones de Veidt: unir al mundo ante una supuesta amenaza alienígena y parar así el posible holocausto nuclear. Veidt les revela que puso el plan en marcha mucho antes de que ellos llegaran. El Doctor Manhattan y Espectro de Seda II llegan a la base después de ver la masacre que el falso alienígena de Veidt había hecho en la ciudad de Nueva York. A pesar de su odio, Búho Nocturno II, Espectro de Seda II y el Doctor Manhattan están de acuerdo en mantenerse callados ante la verdadera naturaleza de los hechos ya que los Estados Unidos sorprendentemente habían entrado en un acuerdo de paz con la Unión Soviética. Rorschach se dirige fuera hacia el Doctor Manhattan y le ordena matarlo o si no contaría la verdad. Manhattan obedece vaporizándole.
En las viñetas finales del cómic, el diario de Rorschach ha llegado a las oficinas del New Frontiersman, un periódico de derechas del que era lector Rorschach. Indignado por el nuevo acuerdo entre la Unión Soviética y los Estados Unidos, el editor desecha una historia de dos páginas que tenía planeada. Le deja a su asistente Seymour decidir cómo llenar el espacio y Seymour comienza a buscar en el archivador donde se encuentra el diario. El resultado queda a la imaginación del lector.

## Caracterización

### Apariencia

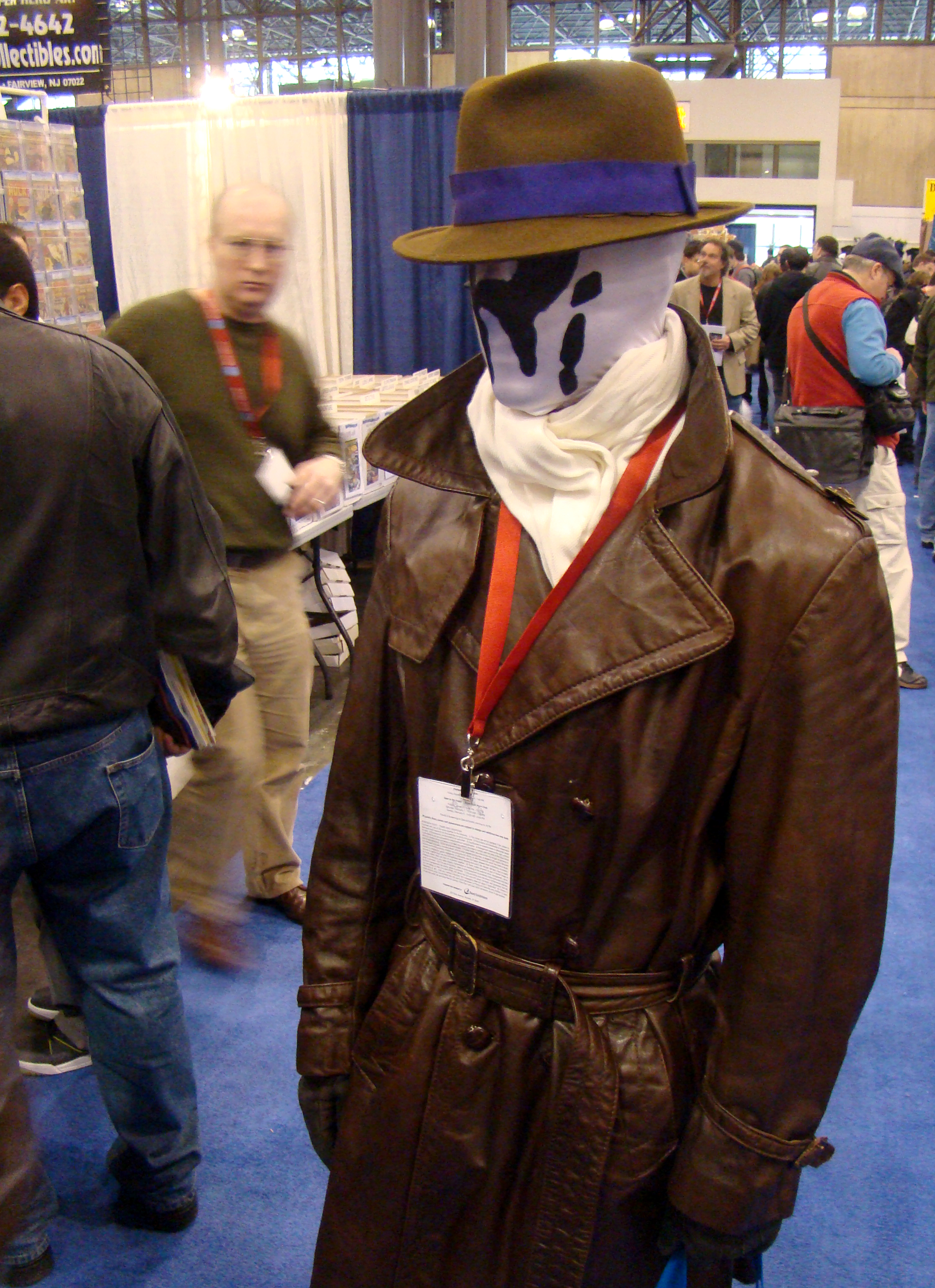
Cosplayer con un disfraz de Rorschach en la New York Comic Con de 2009.

Rorschach mide 168 cm (5 ft 6 in) y pesa 64 kg (140 lb), y, como Walter Kovacs (su «disfraz» según él), es un hombre pelirrojo e inexpresivo que siempre lleva consigo un letrero que pone «EL FIN ESTÁ CERCA». La mayoría de gente que ve a Kovacs lo considera feo y el propio Rorschach afirma que no puede soportar ver su rostro humano, considerando sin embargo que su máscara (o «verdadera cara») es hermosa. Su vestimenta se corresponde con la de un indigente, que parece ser su disfraz cuando no lleva puesto su traje de vigilante. Además se puede deducir que descuida su higiene personal, pues en varias ocasiones se muestra a personajes comentando lo mal que huele.
Durante las patrullas nocturnas de Rorschach, viste un pantalón de traje púrpura rayado, guantes de cuero de un color similar, una bufanda de color gris y zapatos sin pulir. Algo más significativo de su apariencia es su gabardina marrón que hace juego con su sombrero fedora que además tiene una tira de color morado claro. Sin embargo, la característica que más define la vestimenta de Rorschach es su máscara con las manchas de tinta que se mueven.
La máscara de Rorschach, que él considera su «verdadera cara», es una parte de un vestido fabricado con un tejido alternativo creado por el Dr. Manhattan, es completamente blanca a excepción de la parte frontal, donde dos fluidos viscosos, uno negro y otro blanco, están entre dos capas de látex. Los líquidos se desplazan continuamente en respuesta al calor y la presión, lo que explica por qué el líquido solo se mueve cuando Rorschach se lo pone en la cara. Los líquidos negros forman patrones simétricos cómo los de una prueba de tinta de Rorschach, pero nunca se mezclan con el líquido blanco de la máscara, por lo que nunca producen un color gris, al igual que la visión de Rorschach de la moralidad y el mundo.

### Personalidad
Durante su niñez, tras ser separado de la influencia de su madre, Walter Kovacs fue descrito como brillante, y sobresalió en literatura y enseñanzas religiosas. Kovacs continuó su batalla de un solo hombre contra el crimen mucho después de que los vigilantes se convertiesen en detestados e ilegales, y con el tiempo acabó reemplazando su identidad de Kovacs con el personaje de Rorschach. Rorschach acaba considerando su máscara como su verdadera cara y su persona desenmascarada como un disfraz, negándose a responder con su nombre de nacimiento durante su juicio y las sesiones psiquiátricas. Moore describe a Rorschach como extremadamente derechista, y moralmente absolutista, un punto de vista que lo ha alienado del resto de la sociedad, incluso entre otros vigilantes. Rorschach presenta sus puntos de vista como correctos o incorrectos, como negros o blancos, sin espacio para la duda, con la excepción de su respeto por el Comediante. Exculpa el intento de violación hacia Espectro de Seda I como un «lapso moral». Sostiene un profundo desprecio por el comportamiento que considera inmoral y menosprecia abiertamente a los héroes que no comparten sus opiniones inquebrantables, ridiculizándolos como «blandos».
Rorschach, posible asexual, muestra malestar con la sexualidad femenina como resultado de su infancia, aunque los crímenes que más le afectaron espiritualmente fueron contra mujeres: los asesinatos de Kitty Genovese y Blair Roche. Rorschach suele ser descrito como un enfermo mental por otros personajes del cómic.

### Habilidades
Como la mayoría de personajes de Watchmen, Rorschach no tiene superpoderes. Simplemente tiene su fuerte voluntad, una fuerza física cercana al límite humano y un perfeccionado sentido de la sincronización y la precisión. Rorschach es muy ingenioso y creativo, es capaz de adaptar objetos domésticos para usarlos como herramientas o armas, como cuando usa un pulverizador de aerosol en combinación con una cerilla para prender fuego a un policía y cuando tira pimienta negra para cegar a otro policía durante la confrontación en la casa de Moloch. Durante el cómic se ve cómo usa grasa de cocina, un inodoro, un cigarrillo, un tenedor y su chaqueta como armas; también se muestra cómo usa una percha como un dispositivo de medición improvisado. Posee una pistola de arpeo, que utiliza para escalar edificios (y que una vez usa como un lanzaarpones improvisado contra un policía), que como se ve en el capítulo uno fue diseñada y construida por Búho Nocturno II.
Rorschach está bien entrenado en pelea callejera, gimnasia y boxeo. También es extremadamente estoico, como se muestra por su indiferencia al dolor y a la incomodidad. Incluso tolera las temperaturas de la Antártida mientras solo lleva un abrigo sobre la ropa de calle, sin quejarse ni comentar nada sobre el severo frío.
A pesar de su inestabilidad mental, Rorschach es extremadamente inteligente, fue descrito como «tácticamente brillante e impredecible» por Búho Nocturno II, y muestra una marcada afinidad por el trabajo de detective, como lo demuestra su habilidad para localizar el traje del Comediante en su apartamento cuando la policía no pudo.
También es habilidoso con el uso de ganzúas (un chiste recurrente durante el desarrollo del cómic es que fuerza la cerradura de la puerta principal de Búho Nocturno II solo para hablar con él).
Nunca se explica en los cómics cómo puede ver a través de la tela y los fluidos opacos de su máscara.

## En otros medios

### Película
Jackie Earle Haley interpreta al personaje en la adaptación cinematográfica de 2009 de Watchmen, junto a Eli Snyder, el hijo del director de la película Zack Snyder, que interpreta a Rorschach de joven en las analepsis. Haley dijo que al oír hablar del casting de Rorschach buscó activamente el papel. Su agente tuvo la idea de que debían hacer una cinta de audición con un presupuesto ajustado de Haley llevando su propio disfraz de Rorschach. Toda la audición fue grabada en la sala de estar y la cocina de la casa de Haley. La cinta fue enviada al equipo de producción de la película donde Snyder la vio. Después de ver la cinta, Snyder eligió a Haley para el papel de Rorschach, diciendo que tenía «Muy baja tecnología, pero una impresionante actuación. Claramente no había otro Rorschach».
Aunque Rorschach en la adaptación de la película es relativamente fiel a su contraparte del cómic, existen algunas diferencias en la descripción y el argumento. La edad de Rorschach en la película es de 35 años, mientras que en el cómic tiene 45 años (aunque esto sea probablemente un error de producción ya que su certificado marca que tiene 45). Es representado en la película como diestro (justificado porque Jackie Earle Haley es diestro) mientras que en el cómic es zurdo. En el cómic, Rorschach habla constantemente usando frases cortas y de vocabulario reducido pero en la película esto se modera. Un ejemplo de su forma de hablar aparece en el último capítulo: «No. Dice la verdad. Escucha su voz. Lo ha hecho. Lo ha hecho. La mitad de Nueva York. Veidt, aparta a la gata». Su inestabilidad psicológica en la película es minimizada, y parece ser más fuerte que su contraparte del cómic ya que logra alejar a algunos policías que le atacan, incluso después de haberse tirado de una ventana de un apartamento. También se muestra que desaprueba abiertamente la relación de Daniel y Laurie, burlándose de Daniel diciéndole que «Debería haber sabido que todo lo que necesitabas era un buen par de piernas para motivarte» y siendo condescendiente con Laurie por «haber sido infiel a Jon», preguntándole si «¿Te has cansado de ser patriótica o alguien te dio la idea?».
En la película, en lugar de Rorschach, es Búho Nocturno II el que advierte a Ozymandias del posible asesino de enmascarados, aunque se revela que Rorschach le había visitado antes. El método con el que Rorschach mata a Grice también es diferente. En la película Rorschach usa el cuchillo de carnicero con el que mataron a Blair Roche para asesinar al secuestrador dándole brutales golpes en la cabeza, diciendo después de matar a Grice: «A los hombres se les arresta, a los perros se les mata». Esta escena también es distinta en que en la película Grice confiesa su crimen antes de morir mientras que en el cómic es asesinado por Rorschach sin haber confesado. El número de veces que Rorschach visita el bajo mundo criminal, a Daniel y a Moloch son reducidos, y algunas de esas escenas son alteradas. La casera de Rorschach, y todo lo referente a su apartamento no son mostrados; y al obtener su traje después de la huida de la cárcel, en lugar de usar uno de repuesto de su apartamento, recupera su anterior traje en la prisión.
Cuando las sesiones de Rorschach con el Dr. Malcolm Long se muestran en la película son reducidas a simplemente un encuentro; la oscura subtrama en la cual la historia de Rorschach afecta a la vida personal y a la filosofía de Long es omitida. Snyder admitió que aunque no grabó la escena, «le hubiese encantado». La confrontación de Rorschach con el Dr. Manhattan es extendida. A diferencia de en el cómic, Dan está presente durante la muerte de Rorschach, enfadándose más con Adrian tras haberla visto. Snyder sentía que «necesitaba un momento al final» y explicó que cambió esta escena porque quería mostrar un vistazo de la «dulce» relación entre Rorschach y Búho Nocturno II que se había establecido durante la película.

### Cómic animado
Rorschach aparece en la serie de cortos animados de 2008 basados íntegramente en el cómic Watchmen: Motion Comic donde su actor de voz es Tom Stechschulte, que también hace el resto de voces.

### Videojuego
La serie de videojuegos de 2009 Watchmen: el fin está cerca cuenta con Rorschach y Búho Nocturno II como los dos personajes jugables. En esta serie su actor de voz es Jackie Earle Haley, el mismo actor de la película de 2009.